# Alumni Athletic Club
Alumni Athletic Club byl argentinský fotbalový klub z Buenos Aires.
Tým měl červeno-bílé dresy. Během své krátké existence vyhrál 10× argentinskou ligu.

## Historie
Klub byl založen v roce 1898 studenty Buenos Aires English High School.
Tým se stal mistrem ligy v letech 1900, 1901, 1902, 1903, 1905, 1906, 1907, 1909, 1910 a 1911.
V roce 1912 tým vzdal první 3 zápasy a byl z ligy vyloučen. V roce 1913 klub zanikl.

## Úspěchy
- Primera División (10): 1900, 1901, 1902, 1903, 1905, 1906, 1907, 1909, 1910, 1911